# Джамп'єро Майні
Джамп'єро Майні (італ. Giampiero Maini, нар. 29 вересня 1971, Рим) — італійський футболіст, що грав на позиції півзахисника, зокрема за «Віченцу», «Мілан», а також національну збірну Італії.

## Клубна кар'єра
Народився 29 вересня 1971 року в Римі. Вихованець футбольної школи місцевої «Роми». Із сезону 1989/90 почав залучатися до складу основної команди «Роми», утім регулярний досвід виступів на дорослому рівні здобув, перейшовши 1991 року на умовах оренди до друголігового «Лечче». За два роки на аналогічних умовах приєднався до «Асколі».
Повернувшись 1994 року до «Роми», не зумів пробитися до основного складу команди і наступного року продовжив кар'єру у «Віченці», у складі якої почав отримувати постійне місце в основному складі на рівні найвищого італійського дивізіону. 1997 року допоміг команді здобути Кубок Італії.
1997 року перебрався до «Мілана», в якому у першому сезоні був серед основних гравців, проте по ходу переможного для команди сезону 1998/99 її залишив і приєднався до «Болоньї».
Згодом протягом 1999—2004 років захищав кольори «Парми», «Венеції» і «Анкони», а завершував ігрову кар'єру у друголіговому «Ареццо» в сезоні 2004/05.
Згодом повертався на футбольне поле, протягом 2008–2009 років грав за нижчолігові «Фабріано» та «Бореале».

## Виступи за збірні
Протягом 1992–1993 років залучався до складу молодіжної збірної Італії. На молодіжному рівні зіграв у п'яти офіційних матчах.
Влітку 1997 року провів свій єдиний офіційний матч у складі національної збірної Італії.
| Дата     | Місто | Господарі | Результат | Гості  | Турнір                  | Голи | Примітки |
| -------- | ----- | --------- | --------- | ------ | ----------------------- | ---- | -------- |
| 4-6-1997 | Нант  | Італія    | 0 – 2     | Англія | Французький турнір 1997 | -    | 46'      |
| Усього   |       | Матчів    | 1         |        | Голів                   | 0    |          |

## Титули і досягнення
- Чемпіон Італії (1):

«Мілан»: 1998-1999
- Володар Кубка Італії (3):

«Рома»: 1990-1991
«Віченца»: 1996-1997
«Парма»: 2001-2002
- Володар Суперкубка Італії з футболу (1):

«Парма»: 1999